# Ethem Pülgir
Ethem Ercan Pülgir (* 2. April 1993 in Samsun) ist ein türkischer Fußballspieler.

## Karriere

### Verein
Pülgir begann mit dem Vereinsfußball in der Jugend des Amateurvereins Kaynarcaspor.  Diesen Verein verließ er 2004 und wechselte für ein Jahr in die Jugend von Kartalspor. 2011 erhielt er hier einen Profivertrag, spielte aber weiterhin für die Reservemannschaft. Neben seiner Tätigkeit für die Reserve wurde er auch am Training der Profis beteiligt und bei den Mannschaftsplanungen berücksichtigt. Während er zu Saisonbeginn für die Profis zu sporadischen Einsätzen kam, spielte er gegen Saisonende regelmäßig. Daneben spielte er auch für die Reservemannschaft und konnte mit dieser in der TFF A2 Ligi die Meisterschaft erreichen.
Im Frühjahr 2014 wechselte Pülgir zum Erstligisten Bursaspor. Nach einem Jahr und vier Ligaspielen verließ er nach gegenseitigem Einvernehmen diesen Klub. Wenige Tage nach diesem Abschied wechselte er zum Ligarivalen Kayseri Erciyesspor.
In der Sommertransferperiode 2016 wechselte er in die Süper Lig zum südtürkischen Aufsteiger Adanaspor. Bei diesem Verein kam er während einer Saison zu lediglich einen Pokalspieleinsatz und spielte ansonsten für die Reservemannschaft. Anschließend wurde er zum Saisonende von Adanaspor freigestellt.

### Nationalmannschaft
Pülgir wurde im März 2012 einmal in den Kader der türkischen U-19 nominiert, kam jedoch bei dieser Begegnung nicht zum Einsatz.
Im Rahmen zweier Freundschaftsspiele wurde Ethem Pülgir zum ersten Mal in seiner Karriere für die Türkische U-21-Nationalmannschaft nominiert. Am 5. September 2012 gab er während eines Testspiels gegen die Italienische U-21-Nationalmannschaft sein Debüt. Parallel zu seiner Tätigkeit bei der U-21 begann er auch für die U20 aufzulaufen.
Im Rahmen der U-20-Fußball-Weltmeisterschaft 2013 wurde er in das Turnieraufgebot der türkische U-20-Nationalmannschaft berufen.

## Erfolge
Kartalspor A2 (Rerservemannschaft)
- Meister der TFF A2 Ligi: 2011/12

Türkische U-20-Nationalmannschaft
- Achtelfinalist der U-20-Fußball-Weltmeisterschaft: 2013